# Судинна оболонка ока

1 - Склера. 2 - Судинна оболонка. 3 - Шлеммів канал. 4 - Корінь райдужки. 5 - Рогівка. 6 - Райдужка. 7 - Зіниця. 8 - Передня камера ока. 9 - Задня камера ока. 10 - Війчасте тіло. 11 - Кришталик. 12 - Скловидне тіло. 13 - Сітківка. 14 - Зоровий нерв. 15 - Зонулярні волокна.

Судинна оболонка ока (увеальний тракт, лат. uva — виноград) — це середня оболонка ока розміщена безпосередньо під склерою. М'яка, пігментована, багата на судини оболонка, основними функціями якої є адаптація і живлення сітківки.
Увеальний тракт складається з трьох частин:
- Райдужка (ірис); функція: адаптація.
- Війчасте тіло (циліарне тіло); функція: акомодація, продукування водянистої вологи камер ока.
- Власне судинна оболонка (хоріоідеа); функція: живлення сітківки, механічний амортизатор.

В спеціальних клітинах хроматофорах міститься пігмент, завдяки якому судинна оболонка утворює щось на кшталт темної камери-обскури. Це призводить до поглинання і, як наслідок, попередження відбивання світлових променів, що проникли в око через зіницю. При цьому збільшується чіткість зображення на сітківці.
Інтенсивність пігментації увеального тракту генетично закладена і обумовлює колір очей.
Філогенетично судинній оболонці ока відповідають м'яка і арахноїдальна оболонки мозку. Сітківка, яку живить судинна оболонка, є частиною нервової системи.
Запалення судинної оболонки називається увеїтом.